# Synchytrium limosellae
Synchytrium limosellae är en svampart som beskrevs av Karling 1968. Synchytrium limosellae ingår i släktet Synchytrium och familjen Synchytriaceae.   Inga underarter finns listade i Catalogue of Life.